# Mor-Taxan
Mor-Taxans zijn een fictief buitenaards ras uit het eerste seizoen van de War of the Worlds televisieserie. Ze komen van de fictieve planeet Mor-Tax.
De Mor-Taxans zijn eveneens de aliens die in de eerste War of the Worlds film de Aarde aanvielen. In die film werden ze nog aangezien voor bewoners van de planeet Mars.

## Sociale klasse
De Mor-Taxan samenleving is verdeeld in drie functionele Kasten: de regerende kaste, de militaire kaste en de wetenschappelijke kaste.
In de televisieserie wordt de regerende kaste vertegenwoordigd door drie Mor-Taxans genaamd de Advocacy. Zij houden toezicht op de invasie. De lagere klasse staan ook wel bekend als “veldeenheden”, die in de serie undercover infiltreren in de menselijke samenleving.

## Cultuur
De Mor-Taxans houden blijkbaar van kunst, wat bewezen werd door het personage Quinn.
Verder is er niet veel bekend over hun cultuur, behalve dat ze het plantenleven op Aarde waardevol vinden en willen behouden.

## Technologie
De Mor-Taxans beschikken over geavanceerde technologie. Naast de machines die in de eerste film waren te zien hebben ze ook oude overblijfselen van eerdere invasies en apparaten gemaakt van spullen die ze op aarde vonden. Voorbeelden zijn:
- Een geneesapparaat
- ruimteschepen
- Draagbare laserwapens.
- Anti-stralings pakken.

## Taal en communicatie
De Mor-Taxans hebben twee bekende vormen van communicatie. Een is verbaal. Dit is vooral een gesproken taal. De aard van hun taal is buitenaards, maar soms kan men er iets van menselijke taal in herkennen. Iedere keer als de Mor-Taxans in de televisieserie deze taal gebruikten, werd met ondertitels aangegeven waar ze het over hadden.
De tweede vorm is via radioberichten. Voor het menselijk gehoor lijken deze berichten gewoon pulserende geluiden.

## Fysieke kenmerken
Mor-Taxans hebben in totaal drie armen. Twee daarvan zitten aan de zijkanten van hun lichaam zoals bij mensen, maar de derde lijkt te zijn verborgen in hun borstkas. Deze wordt maar weinig gebruikt, maar lijkt goed van pas te komen bij aliens die een menselijk gastlichaam hebben overgenomen. Bij wijze van verrassingsaanval kan deze arm uit de borstkas van het gastlichaam komen en een slachtoffer vastpakken.